# 大阪府立港高等学校
大阪府立港高等学校（おおさかふりつ みなと こうとうがっこう）は、大阪府大阪市港区にある公立高等学校。

## 概要
全日制普通科を設置する高等学校である。
大阪府立江戸堀高等女学校として1911年に設立され、現在地への移転に際して大阪府立市岡高等女学校に改称し、学制改革を経て大阪府立港高等学校となった。特に高女時代のOGの活動が活発であり、校内に同窓会の「六の花会館」もある。
一部科目で少人数授業が行われており、火曜日、金曜日の7限目には“チャレンジレッスン”という全学年の希望者対象の授業も設けている。また、技能審査の成果による単位認定もある。
着用自由の標準服制度を導入し、式典時などは標準服を着用するものの、普段の服装は自由となっている。2013年時点では選択が可能な制服着用となっている。

## 沿革
1911年3月14日付で文部省告示第61号により、大阪府立江戸堀高等女学校として、大阪市西区江戸堀に設置が認可され、同年3月21日に創立した。
大阪市内では4校目の高等女学校の開設となる。当時大阪市内には、北区に梅田高等女学校、東区に清水谷高等女学校、南区に夕陽丘高等女学校が開設されていたが、西区にはなかったため、西区に設置されることになった。
1911年4月に西区江戸堀南通3丁目（現・西区江戸堀2丁目）の大阪市立第一女子手芸学校内で開校した。同年5月に市立大阪高等商業学校仮校舎跡（元・西区第二高等小学校）を仮校舎として移転した。
1914年7月24日、西区市岡町（現・港区波除2丁目）の現在地に新校舎が竣工し移転した。移転直後の1914年9月9日付で大阪府立市岡高等女学校へと改称している。開校当初は4年制だったが、1921年に5年制へと修業年限を延長している。
開校当初には他校に先んじて保健衛生活動に力を入れ、1926年には当時ほとんど例がなかった保健室を校内に設置している。栄養不足の生徒が多数に上ったことから、1929年度3学期より希望者に給食を開始した。ほうれん草のおひたし、サバの塩焼きなどの和食のほか、カレーライスや豚カツなど洋食も出された。
開校当初から大正時代にはスポーツ活動が盛んで、卓球や硬式テニスなどで好成績を修めた。
1934年9月21日の室戸台風では校舎が高潮で浸水した。校内での人的被害はなかったものの、校舎の大半が使えなくなり、残った教室や講堂などで授業を続けることになった。災害からの復旧として、1936年11月に新校舎が竣工している。
1940年代になると戦時体制の影響を受け、1943年以降学徒勤労動員が実施された。陸軍大阪糧秣廠・住友伸銅所・日立製作所木津川工場などへの動員がおこなわれた。
1945年3月13日深夜から14日未明の第一次大阪大空襲では、校舎や校庭に焼夷弾が落下するなどして、校舎に被害を受けた。
終戦直後の1945年9月には枕崎台風により校舎床上浸水の被害を受けている。

### 港高等学校
学制改革により1947年に新制中学校制度ができたことに伴い、過渡的に併設中学校を設置し、1947年度旧制高等女学校2・3年相当の生徒を併設中学校に移行した。
1948年には新制高等学校制度の発足に伴い、大阪府立港高等学校に改称した。旧制市岡高等女学校は新制高校移行時に「市岡」の名称を使い「大阪府立市岡高等学校」にしたかったとされるが、旧制市岡中学校と競合し、当初はどちらも市岡の名称を使用したいと譲らなかった。最終的には市岡の名称は旧制中学校側に譲り、旧制市岡高等女学校は港高等学校となった。
1948年6月には、大阪府立市岡高等学校（旧制市岡中学校）・大阪市立西華高等学校（旧制西華高等女学校）と生徒・教職員を交流して男女共学を実施した。市岡高等学校（旧制市岡中学校）との交流の対象者は併設中学校3年と高校1年の生徒となり、くじ引きで振り分けられた。
また終戦直後、新制中学校・大阪市立港第一中学校（1949年大阪市立市岡中学校）に校舎の一部を貸し出すことになった。市岡中学校は1947年-1948年、および1950年-1951年の2度にわたり校舎を借用した。
当時義務教育優先として、新制中学校の校舎確保のため市岡中学校に校舎を譲る形で廃校とすることも検討された。市岡中学校は、戦災で廃校となった旧市岡第五小学校（魁国民学校）跡に校地を確保したため、港高校の廃校は回避されている。
また1949年9月15日には、港高校を廃校し、跡地を当時校舎が腐食して使用に耐えない状態だと判断されていた大阪府立西野田工業高等学校の移転先として充てる案が、大阪府会で検討の俎上に上がった。学校関係者が反対運動を起こし、1950年3月には廃校案は撤回された。
1950年にはジェーン台風で校舎が被災した。学校関係の被害額は約600万円相当だとされている。
1973年には従来の制服制度を廃止し、標準服制度へと移行した。
1970年代から1980年代にかけては高校生の急増期にあたっていた。大阪府立高校での高校生受け入れについては、1970年代は急増分は主に新設校で受け入れていたが、1980年代になると新設校の設置を極力抑えて既存校の定員増で対応する方針へと変化した。このことを受けて、1980年には1学年10学級へと増学級となり、ピーク時の1987・1988年度には1クラス48人・14学級へと増加した。生徒増加に伴い、特別教室などを普通教室に転用する策がとられた。
1984年には、室戸台風被災後の1936年に建て直された校舎が老朽化していたことを背景に、8階建ての高層校舎に建て替える案が大阪府教育委員会から提示された。学校側からは、高層校舎が当時ほとんど例を見なかったことや、校舎建て替えはさらなる増学級を前提にしていたことから不安の声が上がったものの、最終的には周辺の民家への影響などを考慮する形で計画を一部変更した上で、校舎を建て替えることにした。校舎改築工事は1985年5月に始まり、1988年に竣工している。

### 年表
- 1911年3月 - 大阪府立江戸堀高等女学校として創立。
- 1912年4月26日 - 開校式を実施。
- 1914年7月24日 - 現在地に移転。
- 1914年9月9日 - 大阪府立市岡高等女学校と改称。
- 1948年4月1日 - 学制改革により大阪府立港高等学校と改称。
- 1973年 - 制服を廃止。
- 1986年3月31日 - 新校舎の低層棟竣工。
- 1988年3月31日 - 新校舎高層棟第二期工事完了。

## 出身者
- 松澤初穂 - 競泳選手、1932年ロサンゼルスオリンピック競泳日本代表選手（高女）
- 久美京子 - 元宝塚歌劇団花組主演娘役。元女優（高女）
- 河野多惠子 - 小説家（高女29期）
- 筧久美子 - 中国文学者。神戸大学、奈良大学教授（高校3期）
- 久保征弘 - 元プロ野球選手（高校11期）
- 紅萬子 - 女優（高校24期）
- 桂昇蝶 - 落語家（高校25期）
- 萬田久子 - 女優（高校29期）
- 島村洋子 - 小説家（高校35期）
- 岡田圭右 - お笑いコンビ「ますだおかだ」（高校39期）
- 武内由紀子 - タレント（高校43期）
- 小林洋平 - 野球ネパール代表監督（高校51期）
- 松川誉弘 - 元プロ野球選手（高校56期）
- 久高寛之 - プロボクサー（高校57期）
- 水田美意子 - 小説家（高校63期）

## 交通
- 大阪環状線・Osaka Metro中央線 弁天町駅 約300メートル

## 開校時間
8：30～17：00（教員勤務時間）。

## 関連文献
- 創立100周年記念誌編集委員会『受け継がれた一世紀 漕ぎ出せっ!未来へ -創立100周年記念誌-』大阪府立港高等学校、2011年11月。
- 創立90周年記念誌編集委員会『永遠なるいま-創立九十周年記念誌-』大阪府立港高等学校、2001年11月。
- 創立80周年記念誌編集委員会『躍進へつなぐ伝統八十年 創立八十周年記念誌』1991年11月。
- 創立70周年記念誌編集委員会『創立70周年記念誌』1981年。
- 創立五十周年記念誌編集委員会『Anniversary 50th　Minato 1961』1961年。